# 伽玛射线轻型探测器

AGILE的設計圖

伽瑪射線輕型探測器（義大利語：Astro‐rivelatore Gamma a Immagini LEggero，AGILE）是義大利太空總署（義大利語：Agenzia Spaziale Italiana, ASI）用來觀測伽瑪射線和X射線的天文衛星。衛星本體由米蘭的卡罗·加瓦兹航太公司等公司製造，發射重量352公斤。
AGILE的科學儀器都是用來觀測宇宙中遙遠天體發射的伽瑪射線和X射線。
AGILE於2007年4月23日由印度空間研究組織開發的PSLV-C8型火箭發射成功。
AGLIE的地面接收站位在肯亞馬林迪，以太陽指向模式操作。